# Banca Republicană Transnistreană

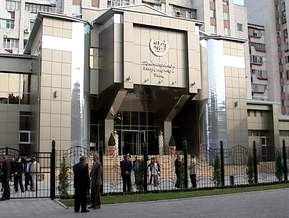
Banca Republicană Transnistreană

Banca Republicană Transnistreană este banca centrală a autoproclamatei Republici Moldovenești Nistrene. Ea emite propria monedă, rubla transnistreană, precum și o serie de monede comemorative de aur și argint, printre care și seria Oameni de seamă ai Transnistriei.
În 22 decembrie 1992 în conformitate cu Legea transnistreană cu privire la Banca de stat, în scopul simplificării activității sistemului bancar, Consiliul Suprem al Transnistriei a hotărât să instituie Banca Republicană Transnistreană. 
În octombrie 2006, banca și-a inaugurat un sediu nou cu o suprafață de 40.000 metri pătrați la Tiraspol. 